# BMW R1 Prototype
De BMW R 1 is een prototype van een sportmotor van het merk BMW.

## Voorgeschiedenis
Eind jaren tachtig leverde BMW de R 100 Classic Serie boxermotoren. Dit waren luchtgekoelde boxermotoren die men eigenlijk al uit productie had willen nemen, nadat de viercilinder K 100 Serie in 1983 op de markt was gekomen. Klanten, dealers en importeurs wilden echter - naast deze viercilinders - toch zware boxermotoren. Dat was de reden geweest om middels de "Classic Serie" deze boxermotoren alsnog in productie te houden. Ze konden echter qua vermogen niet opboksen tegen concurrerende merken en bovendien dwongen de strenger wordende milieu-eisen BMW om iets anders te verzinnen. Een deel van het probleem zou kunnen worden opgelost met dubbele bovenliggende nokkenasen en vier kleppen per cilinder. Maar om uit een dergelijke boxermotor hoge vermogens te halen zou er een korte slag motor gebruikt moeten worden, bij voorkeur met vloeistofkoeling.

## R 1 Prototype
Het is duidelijk dat BMW werkte aan een zeer sportieve machine, die mogelijk zelfs moest worden ingezet in de superbike klasse. De hele constructie was gebouwd om zo veel mogelijk grondspeling te creëren en de - voor die tijd - extreem korte slag motor moest hoge toerentallen aan kunnen. Uiteindelijk is er nooit een vloeistofgekoelde BMW Boxer gekomen, en enige jaren later werd er gewerkt aan een prototype voor de R 1100 Serie. Het bij de R 1 gebruikte brugframe werd bij de eerste R 1100 prototypes vrijwel ongewijzigd toegepast, evenals het motorcarter, de achterwielophanging en de telelever voorvork. Waarom de vloeistofgekoelde boxers er nooit gekomen zijn is onzeker. Het was wel een érg sportief blok, en de vraag is of BMW wel geïnteresseerd was in dergelijke snelle motorfietsen. Men was immers behoorlijk succesvol in de Dakar-rally, en de GS-modellen die daaruit voortvloeiden waren immens populair. Voor de sportieve rijders was er de K 1100 RS, hoewel dat geen echte sportmotor was. Problemen die tot het stopzetten van het project geleid kunnen hebben, zijn de enorme carterdruk (door de pompende werking van de "boksende" zuigers) en het feit dat de inlaatkelken voor een optimale werking te recht (haaks) op de cilinderkoppen stonden.

### Motor
De motor was een vloeistofgekoelde tweecilinder boxermotor, waarbij de cilinders een kwart slag naar beneden gedraaid waren. Daardoor kwamen de uitlaatpoorten aan de onderkant te zitten, en de inlaatpoorten aan de bovenkant. Daarmee konden enerzijds de uitlaten korter worden, maar bovenal ontstond er op die manier ruimte voor de knieën van de berijder. Die zat immers bij de "oude" boxermotoren met zijn scheenbenen al enigszins tegen de carburateurs, maar door de extreem hoge plaatsing van het nieuwe blok zou dat zeker problemen opleveren. Elke cilinder had twee bovenliggende nokkenassen. Onder de krukas lag een hulpas op de plaats waar voorheen de nokkenas zat. Deze hulpas draaide met de halve krukassnelheid, waardoor de distributieverhouding (2: 1) gerealiseerd werd. Daarmee werd voorkomen dat er grote nokkenastandwielen een plaats in de cilinderkoppen moesten vinden. De hulpas dreef via kettingen de beide uitlaatnokkenassen aan. Deze waren met een tweede kettinkje verbonden met de hoger liggende inlaatnokkenassen. De klepbediening werkte desmodromisch, de kleppen werden dus zowel door de nokkenassen geopend als gesloten. Dit systeem werd tot op dat moment alleen door Ducati toegepast en voorkwam zwevende kleppen bij hoge toerentallen. Er was een Bosch brandstofinjectiesysteem gebruikt. Het luchtfilter zat onder de tank en werd van lucht voorzien via openingen in de stroomlijnkuip. boring x slag bedroegen 98 x 66 mm. Dit zouden ideale maten blijken, want jaren later gebruikten Honda (VTR 1000), Suzuki (TL 1000) en Ducati (996) dezelfde maten. Omdat het telelever veersysteem weinig ruimte bood voor een radiateur, waren twee kleine radiateurs links en rechts vóór de cilinders gehangen. De cilinderkoppen werden soms uitgerust met één bougie, maar konden tot drie bougies bevatten.

### Rijwielgedeelte
Het paralever achterveersysteem was al bekend, maar bij dit prototype was de schokdemper niet op de enkelzijdige draagarm geplaatst. In plaats daarvan zat een centraal veerelement vóór het achterwiel. Voor was een eerste versie van telelever toegepast. De machine had een aluminium brugframe, dat vrijwel zeker door de Nederlandse framebouwer Nico Bakker was gebouwd. De lichtmetalen driespaaks gietwielen zouden later in de R 1100 Serie terugkomen.

## Technische Gegevens
| Periode         | 1989-2002                              | 1989-2002                              | 1989-2002                              |
| Categorie       | prototype                              | prototype                              | prototype                              |
| Motortype       | kopklepmotor                           | kopklepmotor                           | kopklepmotor                           |
| Bouwwijze       | langsgeplaatste tweecilinderboxermotor | langsgeplaatste tweecilinderboxermotor | langsgeplaatste tweecilinderboxermotor |
| boring          | 98 mm                                  | 98 mm                                  | 98 mm                                  |
| slag            | 66 mm                                  | 66 mm                                  | 66 mm                                  |
| Cilinderinhoud  | 996 cc                                 | 996 cc                                 | 996 cc                                 |
| Max. Vermogen   | 100-103 kW/ 135-140 pk                 |                                        |                                        |
| Aandrijving     | cardanas                               | cardanas                               | cardanas                               |
| Rijwielgedeelte | brugframe                              | brugframe                              | brugframe                              |
| Droog gewicht   | 165 kg                                 | 165 kg                                 | 165 kg                                 |

## Foto's
Diverse websites met foto's van de R 1:
- motorcyclespecs
- W.G.J. Jansen
- steliosh.net